# Centrochelys sulcata
La testuggine africana (Centrochelys sulcata (Miller, 1779)), nota anche come testuggine sulcata, è una tartaruga di medie dimensioni appartenente alla famiglia Testudinidae, originaria del confine meridionale del deserto del Sahara, in Africa. È la terza specie di tartaruga più grande al mondo, la più grande specie di tartaruga continentale e l'unica specie vivente del genere Centrochelys.

## Descrizione
Centrochelys sulcata è la tartaruga più grande originaria del continente africano. Ha un carapace lungo fino a 85 cm e può pesare fino a 100 kg per i maschi. È dotata di un robusto rostro anteriore con cui è in grado di abbattere ostacoli, anche di una certa consistenza.

## Biologia
È attiva anche al mattino e ha abitudini prettamente diurne. Sono animali territoriali che non convivono con altre specie e spesso i maschi non accettano neanche la femmina se non insieme fin da piccoli o se al di fuori del periodo dell'accoppiamento. Specie molto rustica e resistente che trascorre gran parte del suo tempo esponendosi alla luce solare molto salutare per le sue funzioni metaboliche. Non effettua il letargo.

### Riproduzione
Queste tartarughe sono aggressive specialmente durante il tempo della riproduzione. L'accoppiamento avviene preferibilmente dopo la stagione delle piogge. I maschi urtano l'un l'altro e spesso le liti finiscono con ferite sanguinanti. L'accoppiamento avviene preferibilmente dopo la stagione delle piogge e il maschio cammina intorno alla femmina urtandola col suo guscio e inducendola ad accoppiarsi. Qualche tempo dopo l'accoppiamento la femmina diventa sempre più irrequieta fino all'autunno, quando comincia a scavare una buca su un terreno morbido di circa 60 cm di diametro e profonda 10-15 cm per deporre le uova che impiegheranno circa 80-180 giorni per schiudersi. Questa attività dura anche 5 ore. Per garantire la giusta umidità alle uova (50 %), prima di iniziare la deposizione, urina nel nido. Si possono susseguire fino a 6 covate in un anno ciascuna con una media di 20 uova. Le uova sono bianche, sferiche con un guscio fragile e per ricoprirle la femmina impiega più di un'ora. Si schiudono ad una temperatura di 30°. Centrochelys sulcata raggiunge la maturità sessuale quando il loro carapace misura all'incirca 35-40 cm di diametro. Alla nascita le piccole tartarughe hanno un carapace lungo 4-6 cm, pesano all'incirca 25 grammi e sono di colore giallo-marrone chiaro.

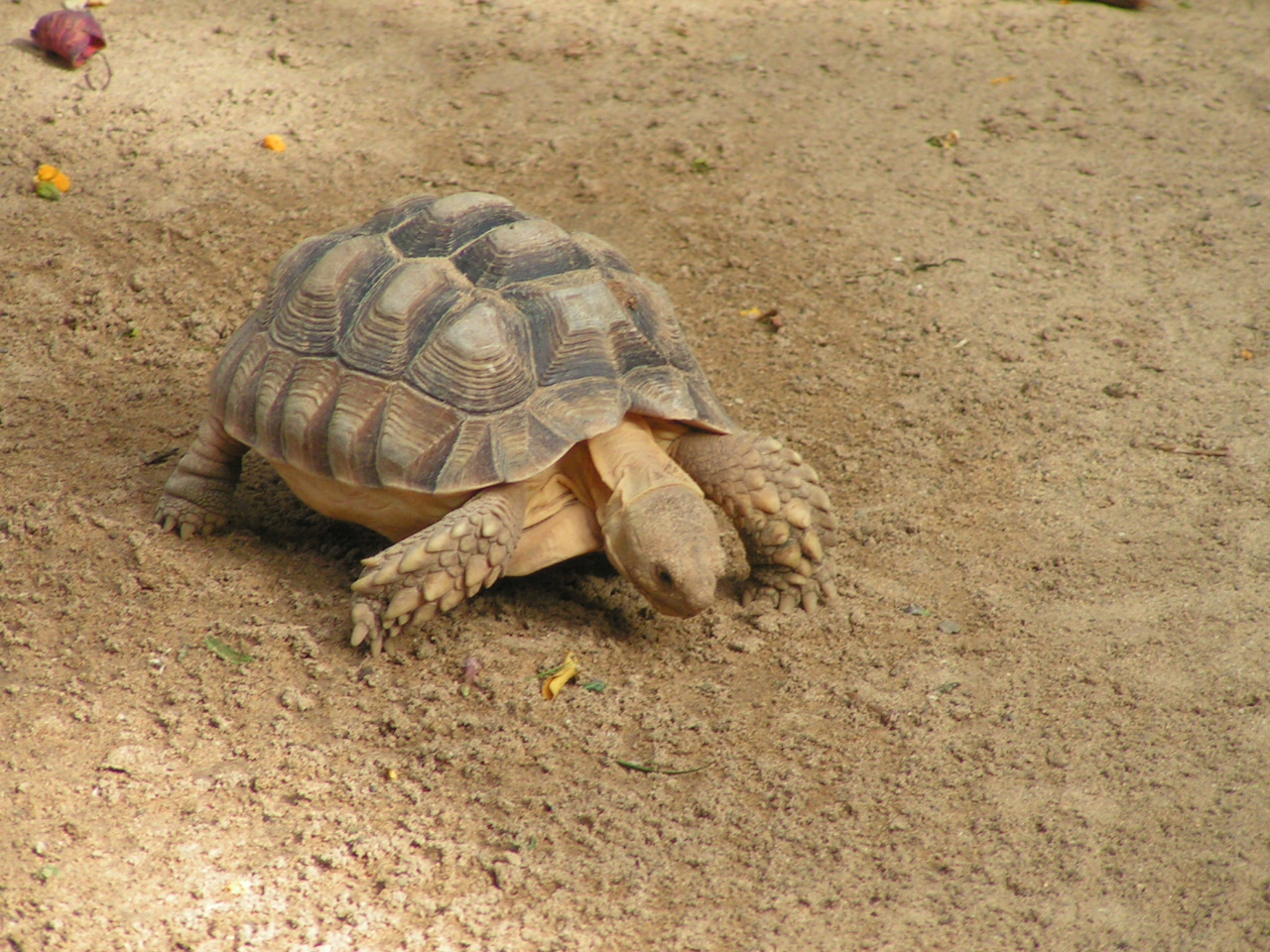
Esemplare di Centrochelys sulcata

### Alimentazione
Specie esclusivamente erbivora adattata ad ambienti aridi, s'alimenta con ogni specie vegetale commestibile in particolare di fibre con alto tasso di calcio, anche di piante spinose ma soprattutto di erbe secche. La sua dieta è principalmente di fieno, poche verdure fresche,  rarissima frutta, erbe miste di campo, insalate varie, radicchi, cicoria, erba medica, fiori d'ibisco, trifogli, pomodori, cavoli, broccoli, bietole e brassicacee in generale. Fortunatamente questi ultimi prodotti non sono frequenti da trovare nel suo ambiente, perché contengono ossalati che legano il calcio e non lo rendono così più disponibile per l'assimilazione. Non necessita di proteine animali. La carenza di fibra porta a problemi come diarrea e quindi disidratazione, perdita di peso, prolassi intestinali, ad una maggiore suscettibilità ai flagellati e vermi intestinali. Questa specie di tartaruga ricava l'acqua necessaria alla sua vita dai vegetali freschi che ne contengono molta e non necessita quindi di abbeverarsi spesso.

## Distribuzione e habitat
Specie afrotropicale, il suo areale comprende il Ciad, ma è presente anche in Etiopia, Mali, Mauritania, Niger, Senegal e Sudan. Vive in boscaglie d'acacia, nelle zone desertiche ed aride, secche con escursioni termiche e scarsissima acqua. La temperatura del suo ambiente è costante e si aggira sui 30-31 gradi nelle zone più calde e 22 nelle zone più fredde. In ambienti con basse temperature e forte umidità possono provocare malattie delle vie respiratorie.

## Conservazione
La Lista rossa IUCN classifica Centrochelys sulcata come specie vulnerabile.
Risente della caccia, dell'inquinamento e dei fertilizzanti lanciati dagli aerei. Lo status giuridico la comprende nella Convenzione di Washington (CITES) in Appendice II, Allegato B.

## Allevamento
Non presenta grosse difficoltà di allevamento e riproduzione in cattività. Alle nostre latitudini, nei mesi più caldi, può essere tenuta all'aperto in recinti molto robusti solitamente resiste senza problemi da aprile ad ottobre. Nei mesi più freddi necessita di ambienti riscaldati, di dimensioni proporzionate alla taglia anziché di un terrario, di un adeguato apporto di calcio che assimila in grandi quantità a causa della frequente crescita e di raggi UVB per prevenire l'insorgenza dell'osteodistrofia fibrosa. La fonte di UVB è necessaria per la trasformazione della vitamina D2 in vitamina D3 e quindi per il metabolismo del calcio. Nel terrario l'acqua può essere inserita 2-3 volte alla settimana per evitare che il tasso di umidità sia troppo elevato.